# نئولیبرالیسم
نئولیبرالیسم لفظی است که کاربرد و تعریف آن در طول زمان تغییر یافته‌است. در وهلهٔ نخست نظریه‌ای در مورد شیوه‌هایی در اقتصاد سیاسی است که برای تحقق آزادی‌های کارآفرینانه و مهارت‌های فردی در چارچوب نهادی که ویژگی آن حقوق مالکیت خصوصی قدرتمند، بازارهای آزاد و تجارت آزاد است. از نظر نئولیبرالیسم، نقش دولت، ایجاد و حفظ یک چهارچوب و نهادی مناسب برای عملکرد این شیوه‌ها است؛ مثلاً دولت باید کیفیت و انسجام پول را تضمین کند. به‌علاوه، دولت باید ساختارها و کارکردهای نظامی، دفاعی، قانونی لازم برای تأمین حقوق مالکیت خصوصی را ایجاد و در صورت لزوم عملکرد درست بازارها را با توسل به سلطه تضمین کند. از این گذشته، اگر بازارهایی (در حوزه‌هایی از قبیل زمین، آب، آموزش، مراقبت بهداشتی، تأمین اجتماعی یا محیط زیست وجود نداشته باشد، آن وقت، اگر لازم باشد، دولت باید آن‌ها را ایجاد کند ولی نباید بیش از این در امور مداخله کند.
استفاده از این لفظ از آغاز قرن بیستم با معانی متفاوت شروع شد، ولی استفاده از آن در معنای کنونی بیشتر در دهه‌های ۱۹۷۰ و ۱۹۸۰ از سوی دانشوران در گستره گوناگونی از علوم اجتماعی، و نیز از سوی منتقدان آن رایج شد. مدافعان سیاست‌های بازار آزاد از استفاده از لفظ «نئولیبرال» خودداری می‌کنند. و برخی دانشوران این لفظ را به معانی متفاوتی توصیف کرده‌اند.

## اصطلاح‌شناسی

### کاربرد کنونی
الیزابت شرمر استدلال کرده که این لفظ تا حد زیادی در دهه ۱۹۷۰ در میان دانشگاهیان چپ‌گرا به منظور «توصیف و تقبیح کردن تلاشی از سوی سیاستگذاران، کارشناسان اندیشکده‌ها و صنعتگران در اواخر قرن بیستم برای حمله به اصلاحات سوسیال دمکراتیک و پیاده‌سازی بی‌تعارف سیاست‌های بازار آزاد» محبوبیت یافت. فیلیپ مگنس مورخ اقتصادی به ظهور مجدد این لفظ در ادبیات دانشگاهی در میانهٔ دهه ۱۹۸۰ پس از این که میشل فوکو فیلسوف فرانسوی به آن جلب توجه کرد اشاره می‌کند.
به اعتقاد برخی دانشوران، نئولیبرالیسم همچنین به کرات به عنوان یک لفظ تحقیرآمیز از سوی منتقدان آن استفاده می‌شود و کاربرد آن بر الفاظی چون پول‌گرایی، نومحافظه‌کاری، اجماع واشینگتن و «اصلاحات بازار بنیان» در بیشتر نوشته‌های دانشورانه پیشی گرفته‌است. کاربرد این چنینی این لفظ مورد انتقاد قرار گرفته، خصوصاً از سوی کسانی که حامی سیاست‌هایی هستند که نیولیبرال خوانده شده‌اند. کتاب جامع نئولیبرالیسم بیان می‌کند که این لفظ تبدیل به «ابزاری برای شناساندن یک مجموعه سیاست‌های بازار-محور همه‌جاحاضر به عنوان مسوول رشته مشکلات وسیع اجتماعی، سیاسی، بوم‌شناسانه و اقتصادی» شده‌است به نحوی که فقدان مشخص بودن ظرفیت آن را به عنوان یک چارچوب تحلیلی کاهش می‌دهد. دنیل استدمن مورخ می‌گوید «این لفظ بیش از حد به عنوان مختصری معادل همه دهشت‌های مرتبط شده با جهانی سازی و بحران‌های مکرر مالی به کار می‌رود.»: 2 

## در نقد نئولیبرالیسم
نئولیبرالیسم از سوی سیاستمداران چپگرا و راستگرا همچنین شمار زیادی از فعالان از جنبه‌های گوناگون مورد انتقاد قرار گرفته‌است. در مقابل برخی شمار زیادی از این اتهامات را ناشی از یک پوپولیسم عوام‌فریبانه می‌دانند.

### پروژهٔ طبقاتی
دیوید هاروی نولیبرالیسم را یک پروژهٔ طبقاتی توصیف می‌کند که بر مبنای اندیشهٔ لیبرال سلطهٔ
طبقاتی را به جامعه تحمیل می‌کند. اقتصاد دانی به نام دیوید م کوتز معتقد است اساس نظریهٔ نولیبرالیسم غلبهٔ کامل سرمایه بر نیروی کار می‌باشد. با ظهور بی‌ثباتی ناشی از اجرای برنامه‌های نولیبرال، یک طبقهٔ اجتماعی با بحران‌های حاد اجتماعی اقتصادی از قبیل عدم امنیت و از خود بیگانگی روبرو می‌شود.
توماس ولچو استاد جامعه‌شناسی معتقد است که وضع برنامه‌های نولیبرال در آمریکا از انسجام سیاسی آگاهانهٔ بزرگان سرمایه‌داری در دههٔ هفتاد به وجود آمد. سرمایه داران آمریکا در این دوره با دو بحران دست به گریبان بودند. از یک سو مشروعیت سرمایه‌داری زیر سؤال رفته بود و از سوی دیگر میزان سوددهی صنایع رو به کاهش قرار داشت. در این دوره ایدئولوژی‌های مبتنی بر نولیبرالیسم از طرف نخبگان طرح‌ریزی می‌شد و دولت ریگان آن‌ها را به سیاستگذاری و برنامه‌های اجرایی تبدیل می‌کرد که در نهایت به کاهش تصدی‌گری و اعمال نظارت دولت در اقتصاد و تغییر سیاست‌های مالیاتی به برنامه‌های مالی استقراضی انجامید. با اجرای برنامه‌های نولیبرال با وجود آنکه میزان بهره‌وری صنایع و رشد اقتصادی هیچ‌گاه به روزهای خوش دههٔ شصت نرسید اما قدرت اقتصادی وال استریت و سرمایه مالی بر مبنای اقتصاد استقراضی به شدت افزایش پیدا کرد.
شماری از پژوهشگران گسترش نولیبرالیسم را با افزایش شمار محکومین از میان طبقهٔ فرودست آمریکا مرتبط می‌دانند. به اعتقاد لویی واکانت گفتمان نولیبرال برای حل مسئلهٔ بی‌ثباتی اجتماعی در میان اقشاری که از نظر اقتصادی به حاشیه رانده شده‌اند یک برنامهٔ نولیبرالی دیگری را در دستور کار قرار می‌دهد. براساس این برنامه کاهش شمول برنامه‌های دولت رفاه مجاز می‌شود و از سوی دیگر سیاست‌های تنبیهی شغلی افزایش میابد. همچنین نوسازی فضای شهری به نفع قشرها برخوردار، خصوصی‌سازی خدمات عمومی، کاهش حمایت جمعی از طبقهٔ کارگر از طریق حذف نظارت دولتی، افزایش تعداد شاغلین با دستمزدهای ناچیز و بی‌ثبات به اجرا گذاشته می‌شود. این جامعه‌شناس بر این باور است که افزایش این روندها به بزه کاری ناشی از فقر و افزایش تعداد محکومان قضایی از میان طبقهٔ فرودست منجر می‌شود. اما در مقابل در برابر جرایمی مانند کلاه‌برداری، اختلاس، ارتشاء که طبقات فرادست مترکب می‌شوند با اغماض برخورد می‌شود. این روند به ویژه زمانی که به طبقهٔ حاکم اقتصادی و ابر شرکت‌ها مربوط شود تشدید خواهد شد. واکونت برا این باور است که در حقیقت نولیبرالیسم دولت را کوچک نمی‌کند، بلکه تنها هم‌زمان با آسان‌گیری برای دارندگان و ثروتمندان،کنترل و سخت‌گیری بر روی فرودستان را افزایش می‌دهد. در تکمیل نقطه نظرات واکونت همکار وی، جان ل کمپبل توضیح می‌دهد چگونه با خصوصی‌سازی دولت با پیکره‌ای نامتقارن رشد میابد:
نولیبرالیسم از یک سو طبقهٔ فرودست را که زندان‌ها را پر می‌کنند مجازات می‌کند. در دیگر سوی فرادستان را که مالکیت زندان‌ها را در دست دارند منتفع می‌کند و طبقهٔ متوسط را از طریق ادارهٔ زندان‌ها بر سر کار می‌فرستد.
او می‌افزاید نظام زندان‌ها به عنوان یک منبع بیرونی برای ابر شرکت‌ها نیز منفعت خواهد داشت. به این شکل که زندانیان پس از آزادی به عنوان منابع کارگر ارزان قیمت توسط شرکت‌های تابعه به کار گرفته می‌شوند. کمپل معتقد است که همان گونه که نولیبرالیسم در آمریکا نظام کیفری را در مقابل فرودستان قرار داده‌است، برای طبقهٔ متوسط نیز بدهی سالاری را به وجود آورده‌است؛ که به عقیدهٔ وی هر دو این‌ها جامعهٔ هدف را تحت تأثیر قرار می‌دهند: این تأثیرگذاری برای فرودستان به شکل افزایش تعداد زندانیان و برای طبقهٔ متوسط تحت قالب فرورفتن در بدهی و اخیراً نیز به شکل سلب مالکیت از سرپناه نمود یافته‌است.
دیوید مک نالی استاد علوم سیاسی در دانشگاه یورک بیان می‌دارد در حالی که اتخاذ منابع به برنامه‌های تأمین اجتماعی قطع می‌شود، به‌طور ویژه در دوران نولیبرال بودجهٔ ساخت زندان‌ها افزایش میابد. برای مثال کالیفرنیا بزرگ‌ترین برنامهٔ ساخت و ساز زندان را در تاریخ را به اجرا گذاشته‌است. برنارد هارکورت استاندارد دوگانهٔ موجود در مفهوم نولیبرالیسم را مورد نقد قرار می‌دهد. به عقیده وی در منطق مبتنی بر نولیبرالیسم زمانی که سخن از کنترل و مقررات مداری اقتصادی به میان می‌آید، دولت بی‌معنی می‌شود اما در موقعیتی که نوبت به تعقیب و مجازات می‌شود بر ضرورت اجرای وظیفهٔ ذاتی دولت تأکید می‌شود. واکونت و هارکورت این ویژگی را تحت عنوان کیفر نولیبرالیسم نام‌گذاری کرده‌اند.

### سلامت جهانی
تأثیر نئولیبرالیسم بر سلامت جهانی، به‌طور ویژه از جنبهٔ کمک‌های بین‌المللی، داری بازیگرانی کلیدی چون سازمان‌های غیردولتی (ان جی اوها) صندوق بین‌المللی پول (آی ام اف) و بانک جهانی است. بنا به اظهار نظر جیمز فایفر تأکید نئولیبرالیسم بر نظام بازار آزاد و خصوصی‌سازی، دستورالعمل جدیدی را در برنامه کار قرار داده‌است. مطابق با این دستورالعمل تقدمی ذاتی برای فعالیت ان جی اوها نسبت به دولت در اجرای برنامه‌های تأمین اجتماعی به وجود آمده‌است. گسترش فعالیت ان جی اوهای بین‌المللی از این جهت از سوی بانک جهانی و آی ام اف ا مورد تأکید قرار گرفته‌است که اجرای برنامه‌های تعدیل ساختاری (اس ای پی‌ها) و کاهش بودجهٔ سلامت، کاستی‌ها و نواقص فراوانی را به پیکرهٔ خدمات عمومی تحمیل کرده‌است. کاهش هزینه‌های سلامت و انتقال مسئولیت بهداشت عمومی به ان جی اوها به متلاشی شدن نظام سلامت عمومی می‌انجامد، تأثیرگذاری برنامه‌های محلی کاهش می‌یابد و نهایتاً نابرابری‌های اجتماعی بین کارکنان ان جی او و افراد محلی، را افزایش می‌دهد.